# Какаду слива
Какаду̀ слива /Слива Какаду/ или Австралийска слива, наричана още Зелена слива, Солена слива, Слива козел, Губинг, Мурунга или Мадор (Терминалия Фердинандиана – Terminalia ferdinandiana) е дребноцъфтящо диво растение, широко разпространено в тропическите гори на северна Австралия. Плодът му съдържа най-високата концентрация на витамин С в естествен източник в света. При първоначално проучване на Вик Черикоф от университета в Сидни са открити нива на витамин С от 3,2 % (3200 mg в 100 g продукт), след което са открити плодове с повече от 5 % . Доклад на Rural Industries Research and Development Corporation на австралийското правителство открива, че в различна степен на зрялост 100 грама от сливите Какаду съдържат между 1000 и 5300 милиграма витамин С . Средните регистрирани концентрации са 2300 – 3150 mg . Плодовете са богати на елагова и галова киселина – редки фитохимикали с противовъзпалителни свойства. Използвани са в традиционната медицина и от австралийските аборигени от векове.  В допълнение, висок дял на фолиева киселина е измерен в храсталака на сливата, по-нататъшни изследвания откриват забележително висок дял на полифенолни антиоксиданти. 

## Местообитаване
Дървото е най-разпространено по крайбрежието на Северна Австралия: от района на град Брум в северната част на Западна Австралия до Земята на Арнем (Арнем Ленд) в Северната територия на Австралия . Открито е и на изток, като провинция Куинсланд в североизточна Австралия и Националния парк Лимен. Има разнообразни местообитания, включително пясъчни равнини, край заливи и реки, сред лозови гъсталаци и по краищата на райони на мангрови гори. Расте в пясъчни, торфени или глинести почви. Често се среща като част от евкалиптските общности. 

## Описание
Терминалия Фердинандиана е стройно, малко до средно голямо широколистно дърво, високо средно около 7 метра и може да расте до 14 m височина , с кремаво-сива, люспеста кора и бледозелени листа. Цветовете са малки, кремаво-бели, ароматни и се носят от шипове в аксилите на листата към краищата на клоните. Цъфтежът е от септември до декември (пролет / лято за Южното полукълбо). Листата са широко елиптични до широко яйцевидни, понякога с овална форма с дължина от 11 до 33 сантиметра и ширина от 8,5 до 23 cm. Имат заоблени върхове и срещуположни странични жлези от средата към краищата. Средната жлеза, периферията и дръжката са силно обезцветени. Дръжките на листата са дълги 12 – 118 mm. Съцветията са дълги от 16 до 19 cm и са голи през цялото време. 
Плодовете на австралийската слива са жълтозелени на цвят. Имат формата на бадем с къс клюн на върха, с дължина около 2 cm и дебелина около 1 cm и съдържа едно голямо семе. Те узряват от март нататък, обикновено от април до юни. ,

## Използване
Плодовете на сливата Какаду имат вкус на цариградско грозде и може да се консумират сурови или във вид на мармалад и сок. Концентрацията на аскорбинова киселина в тях е толкова голяма, че дори и най-малките плодове съдържат около 500 mg, което е равно на 5 традиционни таблетки витамин С и над 5 пъти дневния препоръчителен прием. ,
Плодът съдържа естествени антиоксиданти, които са 7 пъти по-силни от куркумина. Това може да се дължи на суровите условия, в които расте сливата, а това по естествен начин кара растението да изгражда по-силни защитни сили срещу природни явления и вредители. Какаду може да се окаже най-доброто средство за борба с болестта Алцхаймер, поради изключително високото съдържание на мощни антиоксиданти. Изследвания с естествения природен продукт имат за цел да се разбере реалното му действие срещу най-опасния агент на болестта – бета-амилоид, който унищожава мозъчните клетки. 
Плодовете какаду в Австралия принадлежат към така наречената „храна Буш“ и се ядат от аборигените от десетки хиляди години. Обикновено ядат малките плодове сурови. Интересното е, че този плод отново става популярен сред аборигените, след като високото съдържание на витамин С става известно. Днес плодовете се събират отново от аборигените. Използват се още за сосове, сладолед, козметика, подправки и фармацевтични изделия. 

## Класификация
Биологичната класификация (таксономията) на Терминалия Фердинандиана с отчитане на класификационните системи на Ернст Хекел от 1866 г., Кронкуист (1981 г.) и APG III (2009) изглежда така: 
| Йерархия от таксони  | Име                      | Латинско име             |
| -------------------- | ------------------------ | ------------------------ |
| Живот (област)       | Биота                    | Biota                    |
| Надцарство (империя) | Еукариоти                | Eukaryota                |
| Царство              | Растения                 | Plantae                  |
| Подцарство           | Зелени растения          | Viridiplantae            |
| Инфрацарство         | Стрептофити              | Streptophyta             |
| Надотдел             | Висши растения           | Embryophyta              |
| Отдел (тип)          | Васкуларни растения      | Tracheophyta             |
| Подотдел             | Семенни растения         | Spermatophytina          |
| Надклас              | Покритосеменни           | Angiosperms              |
| Клас                 | Двусемеделни             | Magnoliópsida            |
| Подклас              | Еудикоти                 | Eudicots                 |
| Инфраклас            | Розиди                   | Rosids                   |
| Надразред            | Малвиди                  | Malvids/Eurosids II      |
| Разред               | Миртоцветни              | Myrtales                 |
| Семейство            | Комбретови               | Combretáceae             |
| Род                  | Терминалия               | Terminalia               |
| Вид                  | Терминалия Фердинандиана | Terminalia ferdinandiana |

## На аборигенски езици
В Kundjeyhmi, езикът на националния парк Какаду, откъдето произлиза името „Какаду слива“, плодовете и дървото се наричат анмарлак.  В тясно свързания език Kunwinjku на Земята Западен Арнем, думата е манморлак, или манджирибидж в диалекта Kuninjku.  В езика Йолнгу се нарича нганька-бакарра.  Алтернативните английски имена на gubinge и murunga произлизат съответно от езика Барди и източния Арнем. 